# Louise Frevert
Louise Frevert (* 31. Mai 1953 in Frederiksberg) ist eine dänische Politikerin und ehemalige Pornodarstellerin.
Frevert wirkte zunächst als Balletttänzerin. Sie arbeitete in namhaften Ballettensembles und Staatsballetts und trat u. a. 1974 im New Yorker Lincoln Center auf. Ebenfalls in dieser Zeit war sie als Darstellerin in diversen Hardcore-Pornos tätig.
Seit 2001 war sie für die rechtspopulistische Dansk Folkeparti (DF) (deutsch: Dänische Volkspartei) im dänischen Parlament Folketing. Am 8. Mai 2007 erklärte Frevert ihren Austritt aus der Partei.